# Getz Au Go Go
| Recensione | Giudizio |
| ---------- | -------- |
| AllMusic   |          |

Getz Au Go Go è un album discografico a nome The New Stan Getz Quartet Featuring Astrud Gilberto, pubblicato dalla casa discografica Verve Records nel dicembre 1964.

## Tracce

### LP
Lato A
1. Corcovado (Quiet Nights of Quiet Stars) – 2:40 (Gene Lees, Antônio Carlos Jobim)
2. It Might As Well Be Spring – 4:13 (Oscar Hammerstein II, Richard Rodgers)
3. Eu e voce – 2:50 (Vinícius de Moraes, Carlos Lyra)
4. Summertime – 8:00 (Ira Gershwin, DuBose Heyward, George Gershwin)
5. 6-Nix-Pix-Flix – 1:30 (Gary Burton)

Lato B
1. Only Trust Your Heart – 4:00 (Sammy Cahn, Benny Carter)
2. The Singing Song – 3:28 (Gary Burton)
3. The Telephone Song – 1:55 (Norman Gimbel, Roberto Menescal, Ronaldo Bôscoli)
4. One Note Samba – 3:15 (Newton Mendonça, Antônio Carlos Jobim)
5. Here's That Rainy Day – 6:00 (Johnny Burke, Jimmy Van Heusen)

## Musicisti
- Stan Getz - sassofono tenore, leader
- Astrud Gilberto - voce (brani: Corcovado / It Might As Well Be Spring / Eu e voce / Only Trust Your Heart / The Telephone Song / One Note Samba)
- Kenny Burrell - chitarra (brani: Corcovado / It Might As Well Be Spring / Eu e voce / The Telephone Song)
- Gary Burton - vibrafono
- Gene Cherico - contrabbasso (brani: Corcovado / It Might As Well Be Spring / Eu e voce / 6-Nix-Pix-Clix / Only Trust Your Heart / The Singing Song / The Telephone Song)
- Chuck Israels - contrabbasso (brani: Summertime / One Note Samba / Here's That Rainy Day)
- Joe Hunt - batteria (brani: Summertime / 6-Nix-Pix-Clix / Only Trust Your Heart / The Singing Song / One Note Samba / Here's That Rainy Day)
- Helcio Milito - batteria (brani: Corcovado / It Might As Well Be Spring / Eu e voce / The Telephone Song)

Note aggiuntive
- Creed Taylor - produttore
- Registrato dal vivo al Cafe Au Go Go, Greenwich Village, New York City, New York il 19 agosto 1964
- Rudy Van Gelder - ingegnere delle registrazioni
- Val Valentin - direttore delle registrazioni
- Gene Lees - note interne copertina album originale[2]